# Destination Danger (série télévisée)
Cet article concerne la série télévisée. Pour le téléfilm, voir Destination Danger (téléfilm).
Destination Danger (Danger Man) est une série télévisée britannique d'espionnage créée par Ralph Smart avec Patrick McGoohan comme vedette. Une première saison de 39 épisodes de 30 minutes a été diffusée entre le 11 septembre 1960 et le 20 janvier 1962, puis trois autres saisons totalisant 47 épisodes de 60 minutes entre le 13 octobre 1964 et le 12 janvier 1968, sur le réseau ITV.
En France, la série a été diffusée à partir du 7 janvier 1961 sur RTF Télévision puis sur la première chaîne de l'ORTF. La deuxième chaîne de l'ORTF, TF1, TV6 et Antenne 2 l’ont par la suite rediffusée. Au milieu des années 1990, la série était proposée le samedi à 17 h sur M6, dans La Saga des séries. 1,2 million de téléspectateurs étaient au rendez-vous.

## Synopsis

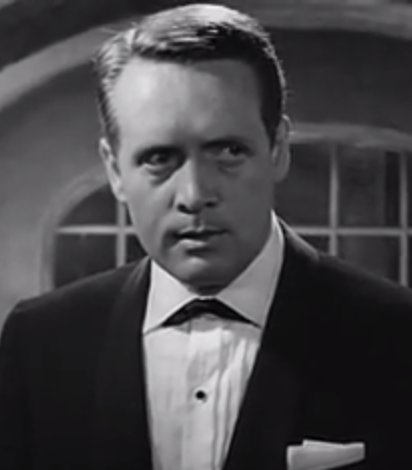
Le héros, John Drake, incarné par Patrick McGoohan.

Cette série raconte les aventures de John Drake (Patrick McGoohan), agent secret international, travaillant pour l'OTAN pendant la saison 1. Puis pour le M9, service secret britannique, durant les autres saisons.
Il préfère utiliser son intelligence et des ruses plutôt qu'une arme, le service pour lequel il travaille lui fournissant les dispositifs sophistiqués qu'il demande et au besoin le personnel pour les faire fonctionner, car il n'a pas d'équipiers permanent, tout comme James Bond.

Très apprécié par ses supérieurs pour son efficacité, il lui arrive cependant de s'opposer à eux et d'aller à l'encontre de leurs ordres, quand il estime qu'ils ont tort.

## Accroche de la première saison
« Mon nom est Drake, John Drake » 

« Tous les gouvernements ont leurs services secrets. En Amérique, c'est la CIA ; en France, le 2e Bureau ; en Angleterre, le MI 5. L'Organisation Atlantique a le sien aussi. Dans les cas difficiles, on fait appel à moi ou à quelqu'un dans mon genre. Oh, je me présente : je m'appelle Drake, John Drake. »
« Every government has its secret service branch. America - CIA, France Deuxième Bureau, England M.I.5, NATO also has its own. A messy job? Well That's when they usually call on me - or someone like me. Oh yes - my name is Drake, John Drake. »
La phrase "Je m'appelle Drake, John Drake." est probablement due au fait que Ian Fleming a participé brièvement à la conception de la série.

## Distribution
- Patrick McGoohan (VF: Jacques Thébault) : John Drake
- Peter Arne : un des piliers de la série, apparaissant dans plusieurs épisodes, dont La Ville fantôme, saison 2.
- Aubrey Morris : autre pilier de la série. On le retrouve dans plusieurs épisodes, dont Double jeu, saison 2 ; L'Affaire de Castelevara, saison 2 ; Nandina, saison 3.
- Donald Pleasence : apparaît deux fois dans la première saison
- Dawn Addams : dans deux épisodes, dont La Guerre des photos, saison 2, Le Mystérieux Agent, saison 2
- Martin Benson (VF : René Arrieu) : le ministre Fawzi (Première saison - Épisode 07)
- Hedger Wallace (VF : René Arrieu) : le secrétaire d'ambassade (Première saison - Épisode 12)
- Paul Daneman (VF : René Arrieu) : Dr Bakalter (Première saison - Épisode 27)
- Lois Maxwell, plus connue comme Miss Moneypenny, dans James Bond.
- Bernard Lee, plus connu comme M, le chef de James Bond : dans Les Deux Femmes de George Foster, saison 2, L'Homme aux pieds mouillés, saison 3
- Yvonne Furneaux : Lisa Lee dans Un jeu dangereux, saison 3
- Ian Hendry : dans l'épisode Dites-le avec des fleurs, saison 3
- Barbara Shelley : dans l'épisode Le Traître, saison 1
- Georgina Ward : dans les épisodes Des hommes dangereux, saison 2 ; Le livre noir, saison 3
- Susan Hampshire : Mission à Genève, saison 3 ; Vous avez des ennuis ?, saison 3
- Moira Redmond : dans l'épisode Les Zombies, saison 2
- Niall MacGinnis : dans deux épisodes : La Guerre des photos et La Ville fantôme, saison 2
- Howard Marion-Crawford (1914 – 1969), dans trois épisodes : Un serviteur modèle (saison 2) ; Double jeu (saison 2) et  Les Pensionnaires de Madame Stanway (saison 2)
- Jane Merrow : dans l'épisode L'Enlèvement, saison 2.
- Bud Tingwell (en) (1923 – 2009) : dans l'épisode L'Affaire de Castelevara, saison 2
- Ann Lynn (en) : dans l'épisode À votre santé, saison 2
- Richard Wattis : Hardy, le supérieur de Drake, qui l'envoie en mission.
- Peter Madden : Amiral Hobbs (saison 2, 6 épisodes)
- Alexandra Stewart : Jessica, dans l'épisode Le Jour du jugement, saison 3
- Barbara Steele : Cleo, dans l'épisode L'Homme à la plage, saison 3
- Donald Houston : dans L’Étrange Miroir, saison 2 et Un vieil ami, saison 3
- Peter Bowles : Gamal, dans Le Mystérieux Agent, saison 2
- Eunice Gayson, devenue mondialement célèbre en étant la 1re James Bond girl : Louise Bancroft, dans Un homme de confiance, saison 2
- Honor Blackman : Saison 1 épisode 21, partenaire de John Steed dans les premières saisons de Chapeau melon et bottes de cuir, elle est plus connue en France pour son rôle de Pussy Galore dans Goldfinger
- Patricia Haines : dans l'épisode Leo, saison 3.

## Réalisateurs
- Don Chaffey : réalisa Un million d'années avant J.C., en 1966, avec Raquel Welch et La Masseuse perverse (1971), avec Georgina Ward, l'une des actrices de la série.
- Peter Yates : devenu célèbre avec Bullitt et sa fameuse poursuite en voiture.
- Charles Crichton : réalisa Un poisson nommé Wanda (1988).
- Patrick McGoohan ( "Aventures de vacances" -Vacation); ("Un vieil ami" -To Our Best Friend); ("Nandina"-The Paper Chase)
- Michael Truman (en)
- Ralph Smart : créateur du personnage de John Drake. À l'origine, Smart avait prévu que Drake serait un agent à la James Bond avant l'heure : dur, sexy, armé et tuant ses ennemis, entouré de jolies filles. Mais Patrick McGoohan s'est rapidement emparé du personnage : détestant toute sorte de violence, possédant de hautes valeurs morales, McGoohan refuse de faire porter une arme à son personnage (« Je n'ai l'intention de tuer personne », lâche régulièrement Drake quand on s'étonne qu'il ne possède pas d'arme).
- Terry Bishop, Clive Donner, Anthony Bushell, Michael Truman, R. Pennington Richards, Julian Amyes, Seth Holt, Peter Graham Scott, Charles Frend, Ralph Smart.

La série est produite par Sidney Cole (1908-1998).

## Épisodes

### Première saison (1960-1962)
1. Le Paysage qui accuse (View from the Villa)
2. La Chasse au meurtrier (Time to Kill)
3. L'Aveugle qui voit (Josetta)
4. Le Voile bleu (The Blue Veil)
5. Le Masque de l'amour (The Lovers)
6. Une blonde en pyjama rose (The Girl in Pink Pyjamas)
7. Poste de confiance (Position of Trust)
8. Le Fauteuil roulant (The Lonely Chair)
9. Le Sanctuaire (The Sanctuary)
10. Affaire d'état (An Affair of State)
11. La Clef (The Key)
12. Deux sœurs (The Sisters)
13. Le Prisonnier (The Prisoner)
14. Le Traître (The Traitor)
15. Le Colonel Rodriguez (Colonel Rodriguez)
16. La Gouvernante (The Nurse)
17. Survivre (The Island)
18. Chercher la femme (Find and Return)
19. La Fille qui aimait les soldats (The Girl Who Liked GI's)
20. Nom, date et lieu (Name, Date and Place)
21. Aventures de vacances (Vacation)
22. Les Conspirateurs (The Conspirators)
23. Voyage de noces (The Honeymooners)
24. La Potence (The Gallows Tree)
25. Le Secret de la marionnette (The Relaxed Informer)
26. Deux frères (The Brothers)
27. Le Voyage interrompu (The Journey Ends Halfway)
28. Enterrons les morts (Bury the Dead)
29. Sabotage (Sabotage)
30. La Comtesse (The Contessa)
31. Une fuite (The Leak)
32. Le Piège (The Trap)
33. Le Comédien (The Actor)
34. Assassin à louer (Hired Assassin)
35. La Version du député Coyannis (The Deputy Coyannis Story)
36. Mission sous-marine (Find and Destroy)
37. Au fond du lac (Under the Lake)
38. Le Cadavre ambulant (Dead Man Walks)
39. Moment décisif (Deadline)

### Deuxième saison (1964-1965)
1. Double jeu (Yesterday's Enemies)
2. Les Professionnels (The Professionals)
3. La Ville fantôme (Colony Three)
4. Complots (The Galloping Major)
5. Donnant, donnant (Fair Exchange)
6. Le Mystérieux Agent (Fish on the Hook)
7. La Fille du colonel (The Colonel's Daughter)
8. La Guerre des photos (The Battle of the Cameras)
9. Un serviteur modèle (No Marks for Servility)
10. Un homme de confiance (A Man to Be Trusted)
11. Une filature délicate (Don't Nail Him Yet)
12. Rendez-vous avec Doris (A Date with Doris)
13. Les Empreintes du fantôme (That's Two of Us Sorry)
14. Des hommes dangereux (Such Men Are Dangerous)
15. Les Deux Femmes de George Foster (Whatever Happened to George Foster ?)
16. L'Enlèvement (A Room in the Basement)
17. L'Affaire Castelevera (The Affair at Castelevara)
18. Obsession (The Ubiquitous Mr Lovegrove)
19. Suivez la femme (It's Up to the Lady)
20. À votre santé (Have a Glass of Wine)
21. L'Étrange Miroir (The Mirror's New)
22. Les Zombies (Parallel Lines Sometimes Meet)

### Troisième saison (1965-1966)
1. Vous avez des ennuis ? (You Are Not in Any Trouble, Are You ?)
2. Le Livre noir (The Black Book)
3. Un jeu dangereux (A Very Dangerous Game)
4. Le Fétiche (Sting in the Tail)
5. Les Pensionnaires de Madame Stanway (English Lady Takes Lodgers)
6. La Franchise paie toujours (Loyalty Always Pays)
7. Les Mercenaires (The Mercenaries)
8. Le Jour de jugement (Judgement Day)
9. Léo (The Outcast)
10. Mission à Genève (Are You Going to Be More Permanent ?)
11. Un vieil ami (To Our Best Friend)
12. L'Homme à la plage (The Man on the Beach)
13. Dites-le avec des fleurs (Say It with Flowers)
14. L'Homme qui ne voulait pas parler (The Man Who Wouldn't Talk)
15. Trafic d'armes (Someone Is Liable to Get Hurt)
16. Un dangereux secret (Dangerous Secret)
17. La Jeune fille qui avait peur (I Can Only Offer You Sherry)
18. La Partie de chasse (The Hunting Party)
19. Votez pour Shargis (Two Birds with One Bullet)
20. On vous a donné un faux numéro (I Am Afraid You Have the Wrong Number)
21. L'Homme aux pieds mouillés (The Man with the Foot)
22. Nandina (The Paper Chase)
23. Les Pirates (Not So Jolly Roger)

### Quatrième saison (1966)
1. Koroshi (Koroshi)
2. Shinda Shima (Shinda Shima)

N.B. : ce sont les deux seuls épisodes en couleur.

## Commentaires

### Le Prisonnier, suite deDestination Danger?
En 1985, Patrick McGoohan a dit dans une interview qu'il voulait au début que Numéro 6 soit joué par un autre acteur et que l'agent Numéro 6 ne représentait pas John Drake.
Bien que personne ne l'ait jamais officiellement confirmé, les fans de la série disent que Le Prisonnier est la suite de Destination Danger et que les personnages de Numéro 6 et de John Drake ne font qu'un. Patrick McGoohan n'a d'ailleurs rien fait pour changer son look entre les deux séries (voir l'épisode "Nandina"-The Paper Chase).
De plus, deux éléments au moins sont communs à ces deux séries : l'utilisation du thème du double dans l'épisode "Le Prisonnier" dans Destination Danger et l'épisode "The Schizoid Man" (épisode dans Le Prisonnier) et le village hôtel de Portmeirion, utilisé comme décor du Prisonnier, dans deux épisodes de Destination Danger : Le Paysage qui accuse et Enterrons les morts. Dans l'épisode La Ville fantôme (Colony Three) le village secret qui "emprisonne" ses habitants ressemble au village dans Le Prisonnier. L'actor Derren Nesbitt (un des numéros deux dans Le Prisonnier) apparait dans l'épisode "La Chasse au meurtrier" (Time to Kill) et Peter Swanwick (le superviseur, numéro vingt-huit dans Le Prisonnier) apparait dans l'épisode "La Clef" (The Key) et dans "Nandina" (The Paper Chase). L'acteur Richard Wattis qui incarne Monsieur Hardy, le supérieur de John Drake, apparait dans l'épisode "Le carillon de Big Ben" (Le Prisonnier).
L'acteur Peter Arne, un des piliers de la série, est mort dans d'étranges circonstances : il a été découvert mort dans son appartement londonien où il a été sauvagement assassiné, battu à mort par des inconnus, à l'âge de 62 ans, le 1er août 1983.
Les deux derniers épisodes sont en couleur. 
Dans les saisons 2 et 3, Drake porte chapeaux et casquettes dans pratiquement chaque épisode. Il arbore en particulier un chapeau de paille en été avec ruban coloré. McGoohan porte la casquette anglaise, qu'il accompagne généralement d'un imperméable.
Georgina Ward et Don Chaffey se retrouveront sur le film La Masseuse perverse (1971).

## Produits dérivés

### DVD
- Destination danger - Saison 1 (19 juillet 2007) (ASIN B000PWQWFK)
- Destination danger - Saison 2 (24 avril 2008) (ASIN B0013JZ4NK)
- Destination danger - Saison 3 (16 octobre 2008)